# Barrage du Hamiz
Le barrage du Hamiz ou barrage de Oued El Hamiz est une retenue d'eau de la Basse Kabylie de Djurdjura (ou l'actuelle wilaya de Boumerdès en Kabylie, Algérie), qui se situe au sud-ouest de la ville de Larbatache, ville nodale de Kabylie, rattachée à la wilaya de Boumerdès. 
Le barrage du Hamiz est l'un des 65 barrages opérationnels en Algérie alors que 30 autres sont en cours de réalisation en 2015.

## Géographie

### Localisation
Le barrage du Hamiz est situé au centre de plusieurs villages au sud-ouest de la ville de Larbatache.